# Francesco Faia Pappalardo
Francesco Faia Pappalardo (Catania, 7 giugno 1984) è un rugbista a 15 e allenatore di rugby a 15 italiano, militante nel Nissa (Caltanissetta).

## Biografia
Cresciuto nell'Amatori Catania, nella cui prima squadra esordì nel 2004, ha disputato due stagioni con il club etneo in Super 10.
Dall'estate 2008 in forza al San Gregorio (club della provincia catanese), agli ordini dell'ex nazionale Orazio Arancio, fu indisponibile quasi subito a causa di un incidente occorso nel match di campionato contro il Benevento, nel corso del quale si è procurò la frattura della spalla.
Nel 2014 ha conseguito l'abilitazione di allenatore di 1º livello F.I.R..